# Гьоре Китинчев
Георги (Гьоре) Китинчев е български общественик, деец на късното Българско възраждане в Македония, кмет на град Скопие.

## Биография
Гьоре Китинчев по произход е от скопското село Маджари. Учи при Стоянчо Костов, Пърка и Йосиф Ковачев. Според един източник, завършва висше образование. След като завършва курса на градското учение работи като чирак при първенеца Иван Карайовов, когото последва и в националната борба. След смъртта на Карайовов, Китинчев го замества във вилаетския Идаре-меджлис и в ръководството на Скопската българска община.  В 1908 година е избран за български представител в градския съвет.
Китинчев става виден гражданин на Скопие. Той е дългогодишен председател на училищното настоятелство, член на епархийския съвет, член на стопанската комисия на българските ученически пансиони в града. Собственик е на острова на Вардар Острово, където има воденица и големи ниви с ягоди, донесени от сина му Спиро Китинчев от Швейцария.
По време на българското управление на Скопие през Първата световна война, от 1915 до 1917 година е кмет на града. Награден е с медал „За гражданска заслуга“, III степен. Наследен е от Христо Попкоцев, който остава начело на града до края на българското управление през 1918 година.
Умира на 23 май 1920 година в Скопие.
Баща е на революционера и политик Спиро Китинчев, борец за съхраняване на българщината във Вардарска Македония, убит от комунистическия режим. Дъщеря му Елисавета Китинчева е женена за видния скопски търговец Коце Цветков. Техният син Стефан Цветков също е виден скопски гражданин.